# Gameleiras
Gameleiras es un municipio brasileño del estado de Minas Gerais. Su población estimada en 2004 era de 5.298 habitantes.
El punto más alto del municipio está a 500 metros.

## Historia
El municipio de Gameleiras fue creado el 21 de diciembre de 1995, siendo separado del municipio de Monte Azul. Se localiza en el Norte de Minas, y se encuentra a 500 metros sobre el nivel del mar, los Distritos de Brejo dos Martires, Jacu das Piranhas, y Engenho pertenecen a Gameleiras.